# Кумарагупта II
Кумарагупта II – правитель імперії Гуптів. На зображенні Ґаутама Будди з Сарнатха зазначено, що він успадкував престол від Пуругупти, який, найбільш імовірно, був його батьком. 